# Microsoft Photo
O Microsoft Photo é um software desenvolvido pela Microsoft como parte da Windows Essentials. Foi descontinuado junto do Windows Essentials, não está mais disponível desde 2017.